# آنا لوسیا کورتز
آنا لوسیا کورتز (به انگلیسی: Ana Lucia Cortez) نام شخصیت داستانی مجموعه تلویزیونی گمشدگان محصول کانال ای بی سی آمریکا می‌باشد. ایفاگر این شخصیت میشل رودریگز می‌باشد.
او یک افسر سابق پلیس بود و در اداراه‌ای کار می‌کرد که مادرش رئیس آنجا بود. او درخواست پیوستن به گشت پلیس را می‌کند و مادرش بعد از درگیری‌های بسیار قبول می‌کند. دلیل مادرش برای قبول نکردن درخواست او این است که پس از تیر خوردن از یک مجرم مسلح، در بیمارستان بستری بوده‌است. زمانی که ضارب را برای شناسایی به او نشان می‌هند، او ادعا می‌کند که مرد را نمی‌شناسد، اما پس از صحبتی کوتاه در یک مشروب فروشی، او را تعقیب کرده و به ضرب گلوله از پای درمی‌آورد و خود به سیدنی می‌رود.
او پس از ملاقات با کریستین شپرد و کار کردن برای او به عنوان بادیگارد، با مادرش تماس می‌گیرد و تصمیم به بازگشت به لس آنجلس با پرواز شماره ۸۱۶ اوشنیک ایرلاینز می‌گیرد. او در اپیزود دو نفر در راه با خیانت مایکل داوسون کشته شد.